# Gefrierbeutel

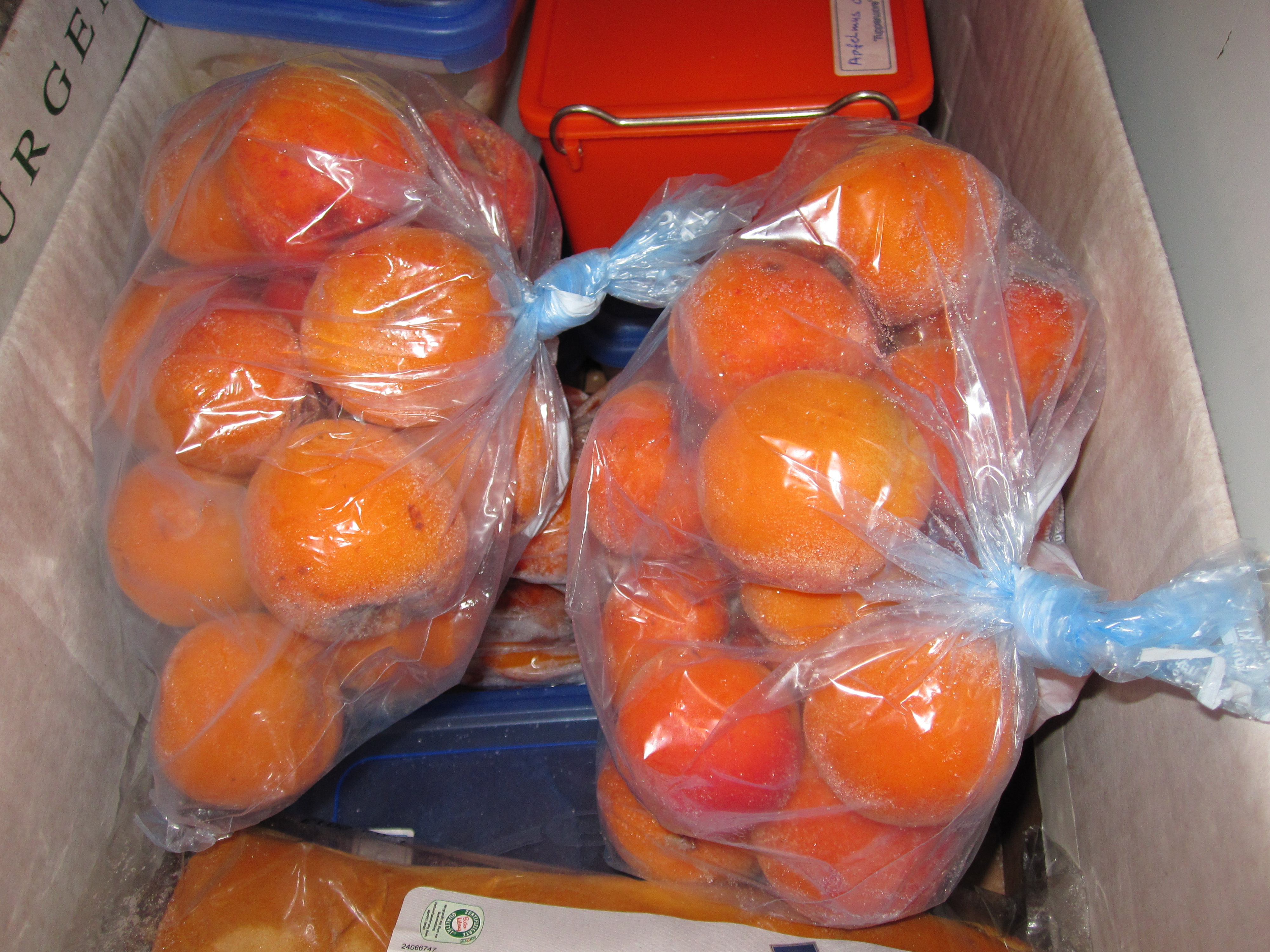
Aprikosen (Marillen) in Gefrierbeuteln

Gefrierbeutel sind lebensmittelechte Beutel aus kälteunempfindlichem Kunststoff (in der Regel Polyethylen), die zum Einfrieren und Lagern von Tiefkühlkost und frischen Lebensmitteln wie rohem und gekochtem Fleisch, Obst und Gemüse dienen. Sie sollen das Gefriergut enganliegend umschließen, um Gefrierbrand zu verhindern. Bei klassischen Gefrierbeuteln bietet sich hierzu die Verwendung eines Vakuumiergerätes an, moderne Gefrierbeutel mit einem speziellen Verschluss machen den Einsatz eines solchen Gerätes nur noch bedingt nützlich.
Die Haltbarkeit des im Gefrierbeutel tiefgekühlten (−18 °C) Gefriergutes beträgt je nach Art im Durchschnitt zwei bis zwölf Monate.
Moderne Gefrierbeutel (sogenannte Koch-Gefrierbeutel) sind auch hitzebeständig, so dass das Gefriergut zum Auftauen (in der Mikrowelle oder im Wasserbad) im Beutel verbleiben kann.
Gefrierbeutel eignen sich zudem zur Mitnahme bestimmter Gegenstände (z. B. Salben, Cremes, Flüssigkeiten) im Handgepäck bei Flugreisen.